# 금마초등학교 (강원)
금마초등학교는 대한민국 강원특별자치도 영월군 주천면 송학주천로 899-6 (금마리)에 있었던 공립 초등학교이다.

## 학교 연혁
- 1949년 9월 3일 금룡국민학교 금마분교장 설립인가
- 1954년 5월 25일 금마국민학교로 승격
- 1996년 3월 1일 금마초등학교로 교명 변경
- 2007년 3월 1일 폐교